# دیگو گومز (بازیکن فوتبال اهل پاراگوئه)
دیگو الکساندر گومز آماریلا (زاده ۲۷ مارس ۲۰۰۳) یک فوتبالیست حرفه‌ای پاراگوئه ای است که به عنوان هافبک بازی می کند .